# St-Idesbald (bière)
Pour la localité, voir Saint-Idesbald.
 (mai 2021).
Si vous disposez d'ouvrages ou d'articles de référence ou si vous connaissez des sites web de qualité traitant du thème abordé ici, merci de compléter l'article en donnant les références utiles à sa vérifiabilité et en les liant à la section « Notes et références ».
La St-Idesbald est une  bière d'abbaye brassée depuis 1994 par la brasserie Huyghe située à Melle dans la province de Flandre-Orientale qui se réfère à l'abbaye des Dunes située sur la côte belge en province de Flandre occidentale.

## Historique
L'étiquette de ces bières représente en médaillon une tête de moine de profil et les inscriptions Abbatia de Dunis-Koksijde Anno 1138, année où l'abbaye située à la limite de Coxyde et de Saint-Idesbald s'est retrouvée sous l'autorité de Bernard de Clairvaux. Le site sera détruit et abandonné en 1577.
Avant d'être produites par la brasserie Huyghe en 1994, ces bières d'abbaye étaient brassées par la brasserie Damy à Olsene. Cette brasserie fut rachetée par la brasserie Huyghe qui poursuivit la production de la St-Idesbald blonde, double et triple.
La St-Idesbald rousse vînt compléter la gamme en 2004. Le nom complet de cette dernière bière est la St-Idesbald Réserve Ten Duinen, mais l'étiquette s'intitule Ten Duinen Réserve Sint-Idesbald.

## Bières
Il existe quatre bières d'abbaye traditionnelles commercialisées en bouteilles de 33 cl ainsi qu'en fûts sous la protection du logo Bière belge d'Abbaye reconnue :
- St-Idesbald Blond (étiquette jaune) est une bière blonde dorée titrant 6,5 % d'alcool.
- St-Idesbald Dubbel (étiquette rouge) est une bière brune titrant 8 % d'alcool.
- St-Idesbald Tripel (étiquette bleue) est une bière blonde triple titrant 9 % d'alcool.
- St-Idesbald Rousse appelée officiellement Ten Duinen Réserve Sint-Idesbald (étiquette brune) est une bière rouge ambrée titrant 7 % d'alcool.